# Aleksandr Łapin
Aleksandr Pawłowicz Łapin (ros. Александр Павлович Лапин; ur. 1 stycznia 1964 w Kazaniu) – rosyjski wojskowy, dowódca Centralnego Okręgu Wojskowego w latach 2017–2022, szef sztabu Wojsk Lądowych w latach 2023–2024, od marca 2024 roku dowódca Leningradzkiego Okręgu Wojskowego, Bohater Federacji Rosyjskiej.
Podczas inwazji Rosji na Ukrainę Łapin dowodził Centralnym Okręgiem Wojskowym do zakończenia ukraińskiej kontrofensywy w obwodzie charkowskim w październiku 2022 roku. W styczniu 2023 roku został mianowany szefem sztabu Wojsk Lądowych Federacji Rosyjskiej. Był dowódcą odpowiedzialnym za powstrzymanie antyputinowskiego rajdu na obwód biełgorodzki wiosną 2023 roku.

## Życiorys
Aleksandr Łapin urodził się 1 stycznia 1964 roku w Kazaniu, stolicy Tatarstanu w Związku Radzieckim. Po ukończeniu szkoły średniej studiował w Kazańskim Instytucie Chemiczno-Technologicznym w latach 1981–1982. W 1982 roku musiał przerwać naukę, aby odbyć służbę w Armii Radzieckiej, a dokładniej w radzieckich Wojskach Obrony Powietrznej. Po obowiązkowej służbie rozpoczął naukę w Kazańskiej Wyższej Szkole Dowódczej Wojsk Pancernych, którą ukończył w 1988 roku.
W 2009 Łapin ukończył Wojskową Akademię Sztabu Generalnego Sił Zbrojnych Federacji Rosyjskiej i objął stanowisko zastępcy dowódcy 58 Armii Ogólnowojskowej. Od 2014 do 2017 roku był pierwszym zastępcą dowódcy Wschodniego Okręgu Wojskowego, a w 2017 roku został mianowany szefem sztabu grupy wojsk rosyjskich w Syrii, które interweniowały w czasie wojny domowej. Od października 2018 roku do stycznia 2019 roku był dowódcą grupy.
22 listopada 2017 roku Łapin objął dowództwo nad Centralnym Okręgiem Wojskowym, który był zaangażowany w inwazję Rosji na Ukrainę. W lutym 2019 roku awansował do stopnia generała pułkownika. 4 lipca 2022 roku otrzymał tytuł Bohatera Federacji Rosyjskiej za sukcesy osiągnięte w czasie wojny z Ukrainą, w tym zdobycie Lisiczańska.
W czasie ukraińskiej kontrofensywy w obwodzie charkowskim i przegranej przez siły rosyjskie II bitwie o Łyman Łapin został ostro skrytykowany przez Ramzana Kadyrowa, przywódcę wchodzącej w skład Federacji Rosyjskiej Republiki Czeczeńskiej. Kadyrow oskarżył Łapina o wycofanie się Rosji z obwodu charkowskiego, grożąc, że zdegraduje go do stopnia szeregowego, odbierze mu medale i wyśle na front.
W 2022 roku żona jednego z rosyjskich żołnierzy złożyła skargę do prokuratury wojskowej na Łapina. Według niej generał miał przyłożyć jej mężowi pistolet do głowy, za to, że ten wycofał się z linii frontu po utracie kontaktu z dowództwem.
29 października 2022 roku Łapin został odwołany ze stanowiska dowódcy Centralnego Okręgu Wojskowego. 10 stycznia 2023 roku rosyjskie media podały, że Łapin został mianowany szefem sztabu Wojsk Lądowych Federacji Rosyjskiej.
W maju 2023 roku Łapin został wyznaczony do zwalczenia antyputinowskich formacji zbrojnych, które przeprowadziły rajd na obwód biełgorodzki.
W marcu 2024 roku stanął na czele przywróconego po 14 latach Leningradzkiego Okręgu Wojskowego.
Był obwiniany za sukcesy Ukraińców w trakcie wkroczenia wojsk ukraińskich do obwodu kurskiego w sierpniu 2024 roku.
Za udział w inwazji na Ukrainę i naruszenie jej integralności terytorialnej generał Aleksandr Łapin od 2022 roku jest objęty sankcjami ze strony Australii, Kanady, Nowej Zelandii i Wielkiej Brytanii.
Jest żonaty, miał syna Denisa (1986–2024), który był podpułkownikiem i dowódcą 1 Pułku Pancernego Gwardii 2 Gwardyjskiej Dywizji Zmechanizowanej. Denis Łapin był jednym z dowódców nieudanej rosyjskiej ofensywy na kierunku czernihowsko-sumskim; w czasie kampanii został odznaczony przez swojego ojca „za odwagę i bohaterstwo”. Zginął 3 maja 2024 w ataku rakietowym na terytorium Ukrainy.

## Odznaczenia[18]
- Bohater Federacji Rosyjskiej (2022)[3]
- Order Świętego Jerzego IV stopnia (2017);
- Order „Za zasługi dla Ojczyzny” IV stopnia z mieczami;
- Order Aleksandra Newskiego;
- Order Męstwa;
- Order „Za zasługi wojskowe”;
- Medal Orderu „Za zasługi dla Ojczyzny” II stopnia;
- Medal „Za Wyróżnienie Wojskowe”;
- Medal „Uczestnik operacji wojskowej w Syrii”;
- Medal „Za wyzwolenie Palmyry”;
- Medal „Wspólnota Bojowa” (Syria);
- Medal „Za Zasługi dla Kozaków” II klasy;
- Odznaka Kozacka Terka „Generał Jermołow”;
- Medal „Za zasługi w walce z międzynarodowym terroryzmem”.